# Marrone di Roccadaspide
Il marchio  Marrone di Roccadaspide (IGP)  indica una particolare varietà di castagna coltivata nel Cilento e in particolare lungo le pendici di Monte Vesole nel comune di Roccadaspide. Tale frutto si distingue dalla generalità delle altre castagne per le caratteristiche di forma e dimensione del frutto nonché per le qualità organolettiche che ne facilitano la conservazione.

## Storia
Fonti storiche attestano che i primi a intuire l'importanza della coltivazione della castagna furono le comunità dei monaci benedettini che a partire dal X secolo d.C., ne intrapresero la coltivazione su tutta la penisola. La spiegazione di tale fenomeno va ricercata nel fatto che il legno di castagno poteva essere utilizzato facilmente per le costruzioni, per creare mobili, oltre che come legna da ardere, ma il principale motivo che favorì la diffusione del castagno sta nel fatto che dai suoi frutti fosse possibile ricavare della farina che poteva essera impiegata per produrre il pane e con il pregio di potersi conservare a lungo.
A partire dall'XI sec. d. C. anche in Campania, a partire dal territorio avellinese e dei Monti Picentini, le comunità di monaci cominciarono la coltivazione di tale frutto per poi estenderlo gradualmente al resto della regione.
Alcuni manoscritti, conservati nell'archivio benedettino della Badia di Cava de' Tirreni, documentano infatti l'esistenza di castagneti nel Cilento già sul finire del XII secolo d.C., mentre altre fonti testimoniano come fin quando la Badia di Cava de' Tirreni fosse rimasta titolare di alcuni possedimenti terrieri nell'area geografica di Roccadaspide, per i castagneti posseduti sulla zona, la Badia avesse previsto la presenza permanente di un apposito amministratore sul posto.
Secondo gli esperti dunque la coltivazione della castagna sarebbe stata introdotta nel territorio di Roccadaspide dalle comunità monastiche (tra l'altro ben presenti sul territorio fino agli inizi dell'800 con un convento francescano e un convento carmelitano) e il Marrone di Roccadaspide deriverebbe, come buona parte delle castagne campane, proprio da un tipo di castagna importata dall'avellinese e cioè il Montemarano detta anche Santimango. Successivamente le proprietà di questo originario frutto sarebbero state valorizzate dalla caratteristiche ambientali del territorio locale e di conseguenza, col passare del tempo, si sarebbe ottenuto quell'ecotipo che oggi è tutelato col marchio IGP.
A partire dalla fine dell'800 le produzioni di castagne dell'area di Roccadaspide, date le loro caratteristiche pregiate, si sono affermate sui mercati e il comparto è stato interessato da un ulteriore miglioramento di tecniche di coltivazione e standard qualitativi.
La rinomanza acquisita dal "Marrone di Roccadaspide" continuò a favorirne la diffusione anche in altre zone della provincia di Salerno già interessate, da secoli, dalla coltivazione del castagno. Infatti a partire dagli anni '40 del XX secolo fu effettuata una massiccia azione di innesto a zufolo su portinnesto "franco" o selvatico, utilizzando marze provenienti dalla zona di Roccadaspide, infatti gli originari e maestosi alberi secolari furono potati o capitozzati e, su tali cedui rimasti, si innestò materiale di propagazione delle cosiddette "Castagne ra Rocca" che dette quindi vita al "Marrone di Roccadaspide".
Agli inizi del nuovo millennio su iniziativa della comunità locale, il Marrone di Roccadaspide ha ottenuto un riconoscimento e una tutela formali da parte delle istituzioni; infatti dopo che in una prima fase il Ministero delle Politiche Agricole ne aveva riconosciuto la protezione transitoria nazionale (D.M. 14 febbraio 2005 - G.U. n. 53 del 5/03/05), successivamente l'Unione Europea, ai sensi del Regolamento (CE) n. 510/2006 e con il Regolamento (CE) n. 284/2008 pubblicato sulla Gazzetta Ufficiale Europea L 86 del 28 marzo 2008 ha riconosciuto l'Indicazione geografica protetta (IGP) al “Marrone di Roccadaspide”.

## Area di coltivazione

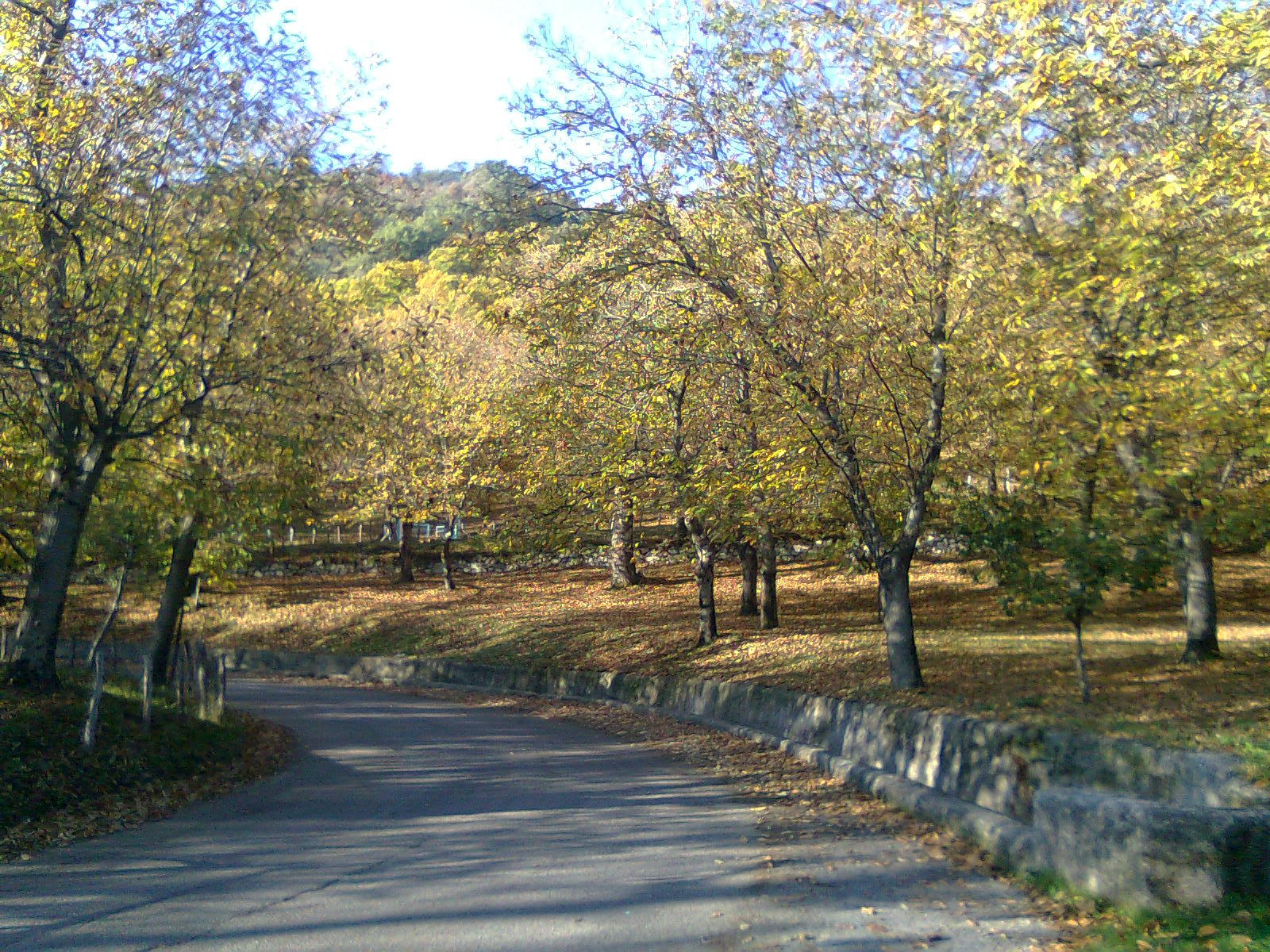
Panoramica dei castagneti di Roccadaspide.

La normativa comunitaria considera zona di produzione del “Marrone di Roccadaspide (IGP)” una vasta area di circa 5.000 ettari localizzata nella provincia di Salerno e oltre l'intero territorio del comune di Roccadaspide; viene presa in considerazione anche una parte significativa del Cilento, coincidente in larga misura con il territorio del Parco Nazionale del Cilento e Vallo di Diano. I Comuni interessati interamente o parzialmente sono 70 (ma il territorio considerato è solo quello posto al di sopra dei 250 m s.l.m.).
Secondo gli esperti sono state le caratteristiche ambientali di questo territorio, in particolare di quello di Roccadaspide, che hanno garantito la nascita dell'ecotipo in esame. La zona è caratterizzata da clima tipicamente mediterraneo con inverni piuttosto miti ed estati con periodi, anche lunghi, siccitosi. I castagneti presenti in zone collinari e mediomontane beneficiano di un apporto idrico, dovuto agli eventi climatici, maggiore rispetto ai dati medi con precipitazioni annue in media superiori a 600 – 800 mm.
In questi ambienti anche le temperature alquanto basse favoriscono un'elevata produzione di frutti di ottima qualità. Il terrono inoltre si presenta particolarmente adatto alla coltivazione del castagno, perché sono terreni a reazione acida o tutt'al più neutra (pH compreso tra 4,5 e 6,5) di origine vulcanica, con limitata presenza di calcare attivo, ricchi di minerali (fosforo e potassio essenzialmente), profondi e freschi, non ristagnati né asfittici; temperatura compresa tra +8 °C e +15 °C di media annuale, -1 °C e 0 °C di media del mese più freddo.

## Metodi di coltura e raccolta
Si ritiene che il Marrone di Roccadaspide sia prodotto esclusivamente da castagneti da frutto impiantati o convertiti da cedui, ubicati a un'altitudine inferiore ai 250 metri s.l.m. 
Sono stati inoltre parametrizzati a livello europeo i metodi di coltivazioni tipici della zona per l'ottenimento del Marrone di Roccadaspide; di seguito se ne riporta una breve sintesi:
1. Deve trattarsi infatti di castagneti tradizionali di tipo estensivo, con una densità per ettaro non superiore a 130 piante a ettaro, riferita alla fase di piena produzione.
2. Negli impianti di cui sopra è ammessa la presenza di altre varietà di castagno, oltre al “Marrone”, ai fini della idonea impollinazione, nella misura massima del 10% delle piante. Gli impollinatori non concorrono alla produzione della I.G.P.
3. Per quanto riguarda i portinnesti invece lo stesso deve essere franco da seme appartenente preferibilmente agli ecotipi locali; possono essere utilizzati anche i selvatici nati spontaneamente nei boschi dell'area interessata alla presente I.G.P.
4. Nei nuovi impianti le piante vanno distribuite secondo una disposizione geometrica che preveda la costituzione di filari paralleli tra loro. I sesti d'impianto potranno essere a quadrato, a rettangolo o a quinconce, purché il numero non sia superiore a 130 piante per ettaro. Tale densità per ettaro va rispettata anche nei lavori di diradamento o infittimento di castagneti da frutto già esistenti.
5. La forma d'allevamento è del tipo a volume con vaso semi libero. L'impalcatura è di norma posta a circa 200 cm dal suolo. Per la formazione delle branche sono utilizzati preferibilmente rami anticipati nei mesi estivi/autunnali, evitando in tal modo un accorciamento della branca da fare durante il periodo invernale. La potatura di produzione deve essere eseguita razionalmente con turni di non oltre 5 anni, in modo da assicurare la migliore qualità del prodotto e al fine di evitare l'invecchiamento precoce della pianta. Sulle piante di castagno vecchie e semi abbandonate, su cui abbondano rami vecchi e secchi, si deve effettuare una potatura più intensa, tale da stimolare un ringiovanimento della pianta con la fuoruscita di nuovi rami che entreranno in produzione dopo 2-3 anni.Fase della lavorazione e selezione delle castagne in un'azienda di Roccadaspide.

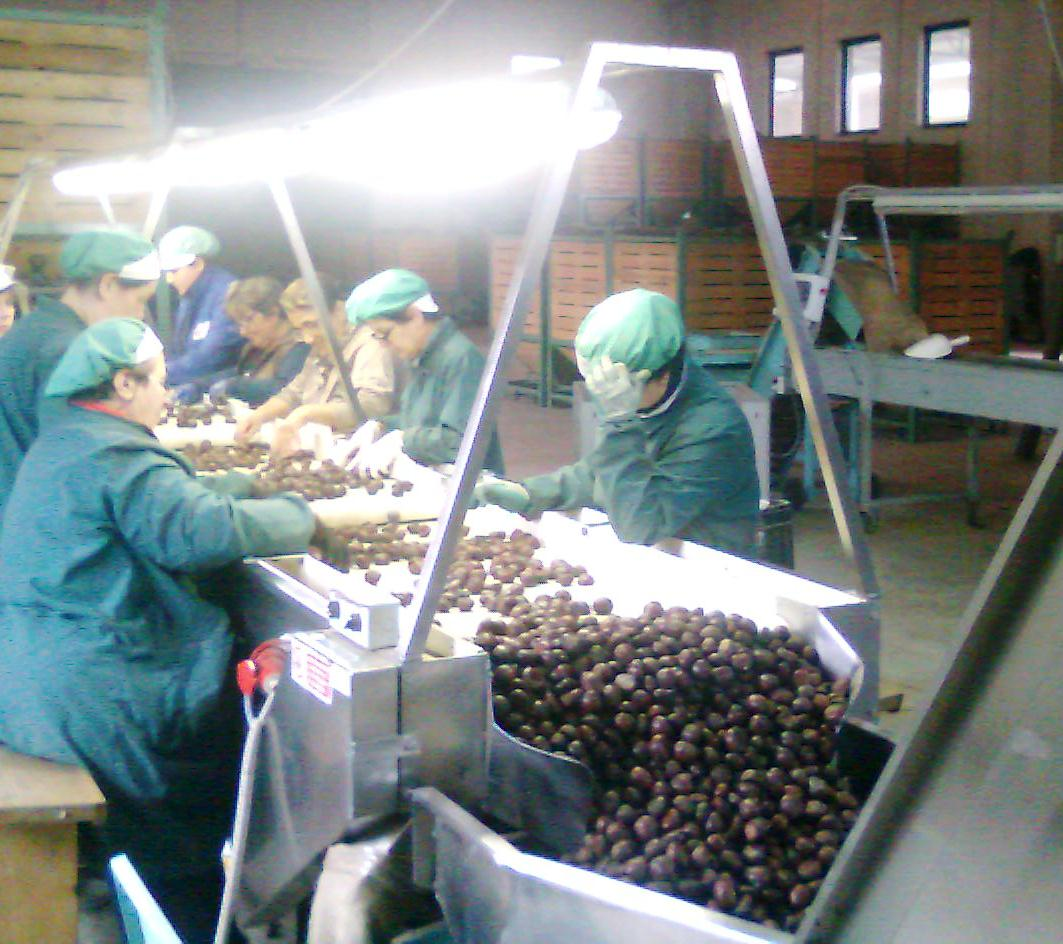
Fase della lavorazione e selezione delle castagne in un'azienda di Roccadaspide.

6. La superficie dei castagneti da frutto non è lavorata. Il terreno, essendo molto permeabile, non necessita di particolari opere idrauliche per evitare la stagnazione d'acque meteoriche. Per tali ragioni si utilizza la tecnica della non lavorazione del suolo. Il manto erboso deve essere tagliato ogni qual volta raggiunge i 30–40 cm. Ciò è fatto generalmente con falciatrici, o con decespugliatori meccanici. Là dove è possibile (assenza di pietre affioranti) si usano le lame rotanti o a martello (trinciatrici) per sminuzzare finemente le erbe infestanti, i ricci e le foglie dell'anno precedente.
7. La raccolta va effettuata nel periodo autunnale non oltre la prima decade di novembre, con turni di raccolta che non devono superare le due settimane. La raccolta è effettuata a mano o con macchine raccoglitrici e raccattatrici idonee a salvaguardare l'integrità del prodotto.
8. La produzione unitaria massima annua di frutti è fissata in 3,5 tonnellate a ettaro di coltura specializzata (4 tonnellate per il prodotto destinato all'essiccazione). Le operazioni di cernita, di calibratura, di trattamenti del prodotto con la “cura” e con la “disinfestazione”, secondo le tecniche già acquisite localmente e, comunque, nel rispetto della normativa vigente, devono essere effettuate nell'ambito del territorio di produzione.

## Caratteristiche e utilizzo
L'indicazione geografica protetta “Marrone di Roccadaspide” designa il frutto ottenuto in particolare dagli ecotipi Anserta, Abate e Castagna Rossa riconducibili alla varietà “Marrone”.
Le dimensioni del frutto rispetto alla generalità delle castagne sono medio-grandi e la pezzatura è di non più di 80-85 frutti per chilogrammo di prodotto selezionato e/o calibrato.
La forma del frutto è tendenzialmente semisferica, talvolta leggermente ellissoidale; la buccia invece è di colore castano bruno, tendenzialmente rossastro, con strie scure generalmente poco evidenti; mentre il seme è bianco latteo, con polpa consistente, di sapore dolce e al palato si presenta croccante, e poco farinoso; il seme inoltre ha un episperma sottile, liscio, abbastanza aderente con settatura inferiore al 5% e polpa consistente di sapore dolce.
Sotto l'aspetto dietetico nutrizionale, il “Marrone di Roccadaspide (IGP)” è particolarmente rilevante per il contenuto in carboidrati, mentre basso è il contenuto proteico.
Per le sue particolare proprietà il Marrone di Roccadaspide è particolarmente richiesto per la lavorazione industriale (oltre il 90% della destinazione commerciale) e di conseguenza viene utilizzato principalmente per la produzione di marron glacés, marmellate, castagne al rum, pur restando egualmente interessante anche per la destinazione al mercato del fresco, per l'impiego soprattutto come caldarroste e per la preparazione del castagnaccio.